# Maxcanú
Maxcanú är en kommunhuvudort i Mexiko.   Den ligger i kommunen Maxcanú och delstaten Yucatán, i den östra delen av landet, 1 000 km öster om huvudstaden Mexico City. Maxcanú ligger 14 meter över havet och antalet invånare är 11 930.
Terrängen runt Maxcanú är platt. Runt Maxcanú är det glesbefolkat, med 17 invånare per kvadratkilometer. Maxcanú är det största samhället i trakten. Omgivningarna runt Maxcanú är en mosaik av jordbruksmark och naturlig växtlighet.